# Sa Rài
Sa Rài là thị trấn huyện lỵ cũ của huyện Tân Hồng cũ, tỉnh Đồng Tháp, Việt Nam.

## Địa lý
Thị trấn Sa Rài nằm ở trung tâm huyện Tân Hồng, có vị trí địa lý:
- Phía đông giáp xã Tân Thành B
- Phía tây và phía nam giáp xã Tân Công Chí
- Phía bắc giáp xã Bình Phú.

Thị trấn diện tích 7,63 km², dân số năm 2019 là 9.003 người, mật độ dân số đạt 1.180 người/km².

## Lịch sử
Thị trấn Sa Rài được thành lập vào ngày 22 tháng 4 năm 1989 trên cơ sở tách 700 ha diện tích tự nhiên và 11.360 người của xã Tân Công Chí.